# Arp 272
L'Arp 272 és un parell de galàxies en interacció que consisteixen en dues galàxies espirals, NGC 6050 (esquerra) i IC 1179 (dreta). L'Arp 272 s'hi troba a uns 450 milions d'anys llum de la Terra a la constel·lació d'Hèrcules. Les galàxies són part del cúmul d'Hèrcules, que forma part de la Gran Barrera CfA2.
Les dues galàxies de l'Arp 272 estan en contacte físic a través dels seus braços en espiral. Una tercera galàxia es pot veure a la part superior d'ells; aquella galàxia també està interaccionant amb ells.